# François Decrombecque
Pour les articles homonymes, voir Decrombecque.
François Philogène Joseph Decrombecque, né le 4 décembre 1884 à Paris et mort le 7 août 1960 à Créteil, est un athlète français pratiquant la marche athlétique.

## Biographie
François Decrombecque est champion de France du 10 km marche en 1921, 1922 et 1923. Il est deuxième en 1924 et troisième en 1926. 
Il participe au 10 km marche des Jeux olympiques d'été de 1924 ; il est éliminé en qualifications.